# Rani Yahya
Rani Ahmad Yahya (Brasília, 12 de setembro de 1984) é um lutador brasileiro de MMA. Yahya ganhou o título do Abu Dhabi Combat Club Submission Wrestling World Championship no peso 66 kg em abril de 2007. Atualmente ele compete no peso-galo do Ultimate Fighting Championship, em 2021 tornou-se o maior finalizador da história em sua categoria. Rani tem vitórias notáveis sobre Mike Brown, Eddie Wineland, Mark Hominick e Josh Grispi.

## Carreira

### World Extreme Cagefighting
Filho de pai sírio e mãe brasileira, Yahya fez sua estreia no WEC contra o ex-Campeão do TKO Mark Hominick em 3 de Maio de 2007 no WEC 28. Yahya venceu por Finalização com um mata-leão no primeiro round.
Na luta seguinte ele lutou pelo Cinturão Peso Galo do WEC contra Chase Beebe em 5 de Setembro de 2007 no WEC 30, Yahya perdeu por Decisão Unânime.
Em 5 de Novembro de 2008 no WEC 36, Yahya lutou contra Yoshiro Maeda e venceu por Finalização no primeiro round, sua performance rendeu o prêmio de Finalização da Noite .
Yahya lutou contra o ex-Campeão Peso Galo do WEC  Eddie Wineland no WEC 40 em 5 de abril de 2009, venceu por Finalização, e ganhou o bônus de Finalização da Noite.
Yahya era esperado para enfrentar Kenji Osawa em 9 de agosto de 2009 no WEC 42, porém Osawa sofreu uma lesão no pé, ele foi substituído por John Hosman. Yahya venceu por Finalização no primeiro round e pela terceira vez consecutiva ganhou o bônus de Finalização da Noite.
Yahya lutou contra Joseph Benavidez em 19 de dezembro de 2009 no WEC 45, perdeu por Nocaute Técnico no primeiro round.
Yahya enfrentou Takeya Mizugaki em 24 de abril de 2010 no WEC 48, perdeu por Decisão Unânime.

### Ultimate Fighting Championship
Devido a fusão do WEC com o UFC, Yahya foi um dos lutadores do WEC que foram contratados para lutar no UFC.
Yahya era esperado para enfrentar Chan Sung Jung em 22 de Janeiro de 2011 no UFC Fight Night 23. Porém, Jung foi forçado a se retirar da luta devido a lesão e foi substituído por Mike Brown. Yahya venceu por Decisão Unânime.
Yahya era esperado para enfrentar Dustin Poirier em 11 de Junho de 2011 no UFC 131, porém foi obrigado a se retirar devido a lesão.
Yahya enfrentou Chad Mendes em 6 de Agosto de 2011 no UFC 133, perdeu por Decisão Unânime.
Yahya era esperado para enfrentar Jonathan Brookins em 15 de Fevereiro de 2012 no UFC on Fuel TV: Sanchez vs. Ellenberger, porém foi forçado a se retirar devido a lesão.
Yahya enfrentou Josh Grispi em 4 de Agosto de 2012 no UFC on Fox: Shogun vs. Vera, substituíndo o lesionado Pablo Garza. Yahya venceu, por Finalização no primeiro round.
Yahya enfrentou Mizuto Hirota em 2 de Março de 2013 no UFC on Fuel TV: Silva vs. Stann. Yahya venceu por Decisão Unânime.
Yahya conseguiu sua terceira vitória seguida ao derrotar Josh Clopton em 3 de Agosto de 2013 no UFC 163 por Decisão Unânime.
Yahya enfrentou o finlandês estreante Tom Niinimäki em 30 de Novembro de 2013 no The Ultimate Fighter 18 Finale. Em uma luta equilibrada, Yahya acabou sendo derrota por decisão dividida.
Yahya desceu para os galos para enfrentar Johnny Bedford em 11 de Abril de 2014 no UFC Fight Night: Nogueira vs. Nelson. A luta terminou Sem Resultado por Yahya não poder continuar após receber uma cabeçada acidental.
A revanche contra Bedford foi imediatamente marcada para 28 de Junho de 2014 no UFC Fight Night: Swanson vs. Stephens. Porém, uma lesão tirou Rani da luta, e ele foi substituído por Cody Gibson. A luta entre eles então foi novamente marcada, dessa vez para 13 de Setembro de 2014 no UFC Fight Night: Pezão vs. Arlovski II, e Rani venceu a luta por finalização com uma kimura no segundo round.
Yahya era esperado para enfrentar Masanori Kanehara em 27 de Junho de 2015 no The Ultimate Fighter Brasil 4 Finale: Machida vs. Romero, porém, devido a problemas com o visto, algumas lutas do evento foram canceladas, inclusive a de Yahya. A luta foi movida para 15 de Julho de 2015 no UFC Fight Night: Mir vs. Duffee. Rani venceu por decisão dividida.

## Cartel no MMA
| Cartel no MMA   |             |             |
| 41 lutas        | 28 vitórias | 11 derrotas |
| Por nocaute     | 0           | 3           |
| Por finalização | 21          | 1           |
| Por decisão     | 7           | 7           |
| Empates         | 1           | 1           |
| No contest      | 1           | 1           |

| Res.    | Cartel      | Oponente          | Método                                    | Evento                                 | Data       | Round | Tempo | Local                      | Notas                                              |
| ------- | ----------- | ----------------- | ----------------------------------------- | -------------------------------------- | ---------- | ----- | ----- | -------------------------- | -------------------------------------------------- |
| Derrota | 28–12–1 (1) | Victor Henry      | Nocaute técnico (chute na cabeça e socos) | UFC on ESPN: Nicolau vs. Perez         | 27/04/2024 | 3     | 2:36  | Las Vegas, Nevada          |                                                    |
| Derrota | 28-11-1 (1) | Montel Jackson    | Nocaute (socos)                           | UFC Fight Night: Pavlovich vs. Blaydes | 22/04/2023 | 1     | 3:42  | Las Vegas, Nevada          |                                                    |
| Vitória | 28-10-1 (1) | Kang Kyung-Ho     | Decisão (unânime)                         | UFC Fight Night: Vieira vs. Tate       | 20/11/2021 | 3     | 5:00  | Las Vegas, Nevada          |                                                    |
| Vitória | 27-10-1 (1) | Ray Rodriguez     | Finalização (triângulo de mão)            | UFC Fight Night: Edwards vs. Muhammad  | 13/03/2021 | 2     | 3:09  | Las Vegas, Nevada          |                                                    |
| Empate  | 26-10-1 (1) | Enrique Barzola   | Empate (majoritário)                      | UFC Fight Night: Lee vs. Oliveira      | 14/03/2020 | 3     | 5:00  | Brasília                   |                                                    |
| Derrota | 26-10 (1)   | Ricky Simon       | Decisão (unânime)                         | UFC 234: Adesanya vs. Silva            | 09/02/2019 | 3     | 5:00  | Melbourne                  |                                                    |
| Vitória | 26-9 (1)    | Luke Sanders      | Finalização (chave de calcanhar)          | UFC Fight Night: Gaethje vs. Vick      | 25/08/2018 | 1     | 1:31  | Lincoln, Nebraska          |                                                    |
| Vitória | 25-9 (1)    | Russell Doane     | Finalização (katagatame)                  | UFC on Fox: Emmett vs. Stephens        | 24/02/2018 | 3     | 2:32  | Orlando, Florida           |                                                    |
| Vitória | 24-9 (1)    | Henry Briones     | Finalização (kimura)                      | UFC Fight Night: Pettis vs. Moreno     | 05/08/2017 | 1     | 2:01  | Cidade do México           |                                                    |
| Derrota | 23-9 (1)    | Joe Soto          | Decisão (unânime)                         | UFC Fight Night: Belfort vs. Gastelum  | 11/03/2017 | 3     | 5:00  | Fortaleza                  |                                                    |
| Vitória | 23-8 (1)    | Michinori Tanaka  | Decisão (unânime)                         | UFC Fight Night: Cyborg vs. Lansberg   | 24/09/2016 | 3     | 5:00  | Brasília                   |                                                    |
| Vitória | 22-8 (1)    | Matthew Lopez     | Finalização (katagatame)                  | UFC Fight Night: McDonald vs. Lineker  | 13/07/2016 | 3     | 4:19  | Sioux Falls, Dakota do Sul |                                                    |
| Vitória | 21-8 (1)    | Masanori Kanehara | Decisão (dividida)                        | UFC Fight Night: Mir vs. Duffee        | 15/07/2015 | 3     | 5:00  | San Diego, California      |                                                    |
| Vitória | 20-8 (1)    | Johnny Bedford    | Finalização (kimura)                      | UFC Fight Night: Pezão vs. Arlovski II | 13/09/2014 | 2     | 2:04  | Brasília                   |                                                    |
| NC      | 19-8 (1)    | Johnny Bedford    | Sem Resultado (cabeçada acidental)        | UFC Fight Night: Nogueira vs. Nelson   | 11/04/2014 | 1     | 0:39  | Abu Dhabi                  | Voltou aos Galos.                                  |
| Derrota | 19-8        | Tom Niinimäki     | Decisão (dividida)                        | The Ultimate Fighter 18 Finale         | 30/11/2013 | 3     | 5:00  | Las Vegas, Nevada          |                                                    |
| Vitória | 19-7        | Josh Clopton      | Decisão (unânime)                         | UFC 163: Aldo vs. Jung                 | 03/08/2013 | 3     | 5:00  | Rio de Janeiro             |                                                    |
| Vitória | 18-7        | Mizuto Hirota     | Decisão (unânime)                         | UFC on Fuel TV: Silva vs. Stann        | 03/03/2013 | 3     | 5:00  | Saitama                    |                                                    |
| Vitória | 17-7        | Josh Grispi       | Finalização (estrangulamento norte sul)   | UFC on Fox: Shogun vs. Vera            | 04/08/2012 | 1     | 3:15  | Los Angeles, California    |                                                    |
| Derrota | 16-7        | Chad Mendes       | Decisão (unânime)                         | UFC 133: Evans vs. Ortiz               | 06/08/2011 | 3     | 5:00  | Philadelphia, Pennsylvania |                                                    |
| Vitória | 16-6        | Mike Brown        | Decisão (unânime)                         | UFC: Fight for the Troops 2            | 22/01/2011 | 3     | 5:00  | Fort Hood, Texas           | Estreia no UFC; Voltou para os Penas.              |
| Derrota | 15-6        | Takeya Mizugaki   | Decisão (unânime)                         | WEC 48                                 | 24/04/2010 | 3     | 5:00  | Sacramento, California     |                                                    |
| Derrota | 15-5        | Joseph Benavidez  | Nocaute Técnico (socos)                   | WEC 45                                 | 19/12/2009 | 1     | 1:35  | Las Vegas, Nevada          |                                                    |
| Vitória | 15-4        | John Hosman       | Finalização (estrangulamento norte sul)   | WEC 42                                 | 09/08/2009 | 1     | 2:08  | Las Vegas, Nevada          | Finalização da Noite                               |
| Vitória | 14-4        | Eddie Wineland    | Finalização (mata leão)                   | WEC 40                                 | 05/04/2009 | 1     | 1:07  | Chicago, Illinois          | Finalização da Noite                               |
| Vitória | 13-4        | Yoshiro Maeda     | Finalização (guilhotina)                  | WEC 36                                 | 05/11/2008 | 1     | 3:30  | Hollywood, Florida         | Peso Casado (137lbs); Finalização da Noite         |
| Derrota | 12-4        | Norifumi Yamamoto | Nocaute Técnico (socos e tiros de meta)   | K-1 Premium 2007 Dynamite!!            | 31/12/2007 | 2     | 3:11  | Osaka                      |                                                    |
| Derrota | 12-3        | Chase Beebe       | Decisão (unânime)                         | WEC 30                                 | 05/09/2007 | 5     | 5:00  | Las Vegas, Nevada          | Pelo Cinturão Peso Galo do WEC.                    |
| Vitória | 12-2        | Mark Hominick     | Finalização (mata leão)                   | WEC 28                                 | 03/06/2007 | 1     | 1:19  | Las Vegas, Nevada          |                                                    |
| Vitória | 11-2        | Louie Moreno      | Finalização (guilhotina)                  | PFC 2: Fast and Furious                | 22/03/2007 | 1     | 0:23  | Lemoore, California        |                                                    |
| Derrota | 10-2        | Gesias Cavalcante | Finalização (guilhotina)                  | Hero's 7                               | 09/10/2006 | 1     | 0:39  | Yokohama                   | Semifinal do GP dos Leves do Hero's de 2006.       |
| Vitória | 10-1        | Kazuya Yasuhiro   | Finalização (estrangulamento brabo)       | Hero's 6                               | 05/08/2006 | 1     | 1:08  | Tóquio                     | Quartas de final do GP de Leves do Hero's de 2006. |
| Vitória | 9-1         | Eben Kaneshiro    | Finalização (estrangulamento ezekiel)     | UAGF: Kaos on Kampus                   | 20/05/2006 | 3     | N/A   | Los Angeles, California    |                                                    |
| Vitória | 8-1         | Ryuki Ueyama      | Decisão (majoritária)                     | Hero's 5                               | 03/05/2006 | 2     | 5:00  | Tóquio                     | Primeiro Round do GP de Leves do Hero's de 2006.   |
| Vitória | 7-1         | Takumi Yano       | Finalização (triangulo)                   | MARS                                   | 04/02/2006 | 3     | 2:14  | Tóquio                     |                                                    |
| Vitória | 6-1         | Taiyo Nakahara    | Finalização (estrangulamento norte sul)   | GCM: D.O.G. 4                          | 11/12/2005 | 1     | 1:59  | Tóquio                     |                                                    |
| Vitória | 5-1         | Fabio Alves       | Finalização (triangulo de braço)          | K-1 Brazil: Next Generation            | 30/10/2004 | 1     | N/A   | Goiás                      |                                                    |
| Derrota | 4-1         | Fredson Paixão    | Decisão                                   | Jungle Fight 2                         | 15/05/2004 | 3     | 5:00  | Manaus                     |                                                    |
| Vitória | 4-0         | Luciano Santos    | Finalização (americana)                   | TNT: Vale Tudo 2                       | 17/04/2004 | N/A   | N/A   | Goiânia                    |                                                    |
| Vitória | 3-0         | Muzila Muzila     | Finalização (chave de braço)              | TNT: Vale Tudo 2                       | 17/04/2004 | N/A   | N/A   | Goiânia                    |                                                    |
| Vitória | 2-0         | Fabio Alves       | Finalização (gravata peruana)             | TNT: Vale Tudo 2                       | 17/04/2004 | N/A   | N/A   | Goiânia                    |                                                    |
| Vitória | 1-0         | Junior Peba       | Finalização (triangulo de braço)          | Kallifas Vale Tudo                     | 14/09/2002 | 1     | 1:30  | Goiânia                    |                                                    |